# تام دی ماکرو
تام دی‌ماکرو (به انگلیسی: Tom DeMarco) (متولد ۲۰ اوت ۱۹۴۰) آمریکایی، مهندس نرم‌افزار، نویسنده و سخنران پیرامون مهندسی نرم‌افزار می‌باشد . وی یکی از ایجاد کنندگان تحلیل ساختارمند در دههٔ ۱۹۸۰ است.

## زندگی‌نامه
تام دی‌ماکرو متولد هیزلتون، پنسیلوانیا می‌باشد. او یک مدرک کارشناسی در رشتهٔ برق از دانشگاه کرنل همچنین یک مدرک کارشناسی ارشد از دانشگاه کلمبیا و یک دیپلم از دانشگاه پاریس در سوربن در همین رشته را دارد.
دی‌ماکرو کار را خود را از سال ۱۹۶۳ در آزمایشگاه‌های تلفن بل با کار بر روی پروژهٔ ای‌اس‌اس-۱ آغاز کرد که باعث به وجود آمدن اولین سیستم سوئیچینگ الکترونیکی تیراژ بالا و نصب آن بر روی تمام تلفن‌های اداره‌ها در سراسر دنیا شد. بعدها در دههٔ ۱۹۶۰ در یک دفتر مشاوره آی‌تی فرانسوی مشغول به کار شد و سیستم کانوایر را برای داده‌گاه جدید کالای له وییت ایجاد کرد. در ابتدای دههٔ ۱۹۷۰ نیز در ایجاد ساختمان‌های سیستم‌های بانکداری برخط سوئد، هلند، فرانسه و نیویورک همکاری داشت.
دی‌ماکرو در دههٔ ۱۹۸۰ به همراه تیم لیستر، استفان مک‌منامین، جان اف. پالمر، جیمز رابرتسون و سوزان رابرتسون یک دفتر مشاوره به نام "اطلس سیستم های انجمن صنفی" را در نیویورک ایجاد کرد. دفتر به سرعت با دفتر ادوارد یوردون ناشر دورست هاوس یکی شد. شرکت آن‌ها در نیویورک و لندن دفاتر مشاوره‌ای ایجاد کرد که در روش‌ها و مدیریت توسعه نرم‌افزار تخصص داشتند.
او در آمریکا، اورپا، آفریقا، استرالیا و آسیای دور سخنرانی و مشاوره کرده‌است.
دی‌ماکرو یکی از اعضای ای‌سی‌ام بوده و در آی‌تریپل‌ای پیرو می‌باشد. وی هم‌اکنون در کامدن، مین زندگی می‌کند و رئیس اطلس سیستم‌های انجمن صنفی و کنسرسیوم کاتر می‌باشد. وی در سال ۱۹۸۶ جایزهٔ وارنیر را به خاطر "یک عمر همکار در امر رایانش" دریافت کرده و در سال ۱۹۹۹ نیز جایزهٔ استوانز را برای "همکاری در روش‌های توسعه نرم‌افزار" دریافت نمود.
او در اوقات فراغت تکنسین فوریت‌های پزشکی ثبت شده‌است. وی همچنین یکی از پایه‌گذاران کامپکت پنباسکات، یک کسب و کار آموزشی مشارکتی تحت نظر برنامه‌های آرمانی ایالت مین می‌باشد.
دی‌ماکرو شیفتهٔ مدیریت پروژه، تسهیلات تبادل و دعوی قضایی قراردادهای نرم‌افزاری است.

## کتب
دی‌ماکرو بیش از نه کتاب و ۱۰۰ مقاله را پیرامون مدیریت پروژه و توسعه نرم‌افزار تألیف کرده‌است. قسمتی از آن‌ها در زیر آمده است:
- ۱۹۷۹، تجزیه و تحلیل ساختاریافته و مشخصات سیستم.[۷]
- ۱۹۸۶، کنترل پروژه های نرم‌افزار: مدیریت، اندازه‌گیری و برآورد.[۸]
- ۱۹۸۷، مردم‌افزار: پروژه‌ها و تیم‌های پربار. به همراه تیم لیستر.[۹]
- ۱۹۹۷، ضرب‌الاجل: رمانی دربارهٔ مدیریت پروژه.[۱۰]
- ۲۰۰۱، کساد، فرسودگی‌های گذشته، شلوغی، و افسانه بهره‌وری کامل.[۱۱]
- ۲۰۰۳، رقص با خرس‌ها: مدیریت ریسک در پروژه های نرم‌افزار. به همراه تیم لیستر.[۱۲]
- ۲۰۰۸، معتادان آدرنالین و زامبی‌های الگو: درک الگوهای رفتار پروژه. به همراه پیتر هروشکا، تیم لیستر، سوزان رابرتسون، جیمز رابرتسون، استیو مک‌منامین.[۱۳]
- ۲۰۰۹، "مهندسی نرم‌افزار: ایدهٔ این که زمان چه کسی فرارسیده و چه کسی فرا نرسیده.[۱۴]